# AM Canum Venaticorum
AM Canum Venaticorum ist ein Doppelsternsystem bestehend aus einem Weißen Zwerg und einem entarteten Begleiter in einer Entfernung von knapp 1000 Lichtjahren. Er ist der Prototyp der sogenannten AM-Canum-Venaticorum-Sterne, welche zu den Kataklysmischen Veränderlichen gehören.
Bei AM Canum Venaticorum wird vermutet, dass ein extremer Heliumstern Materie auf den Weißen Zwerg transferiert.

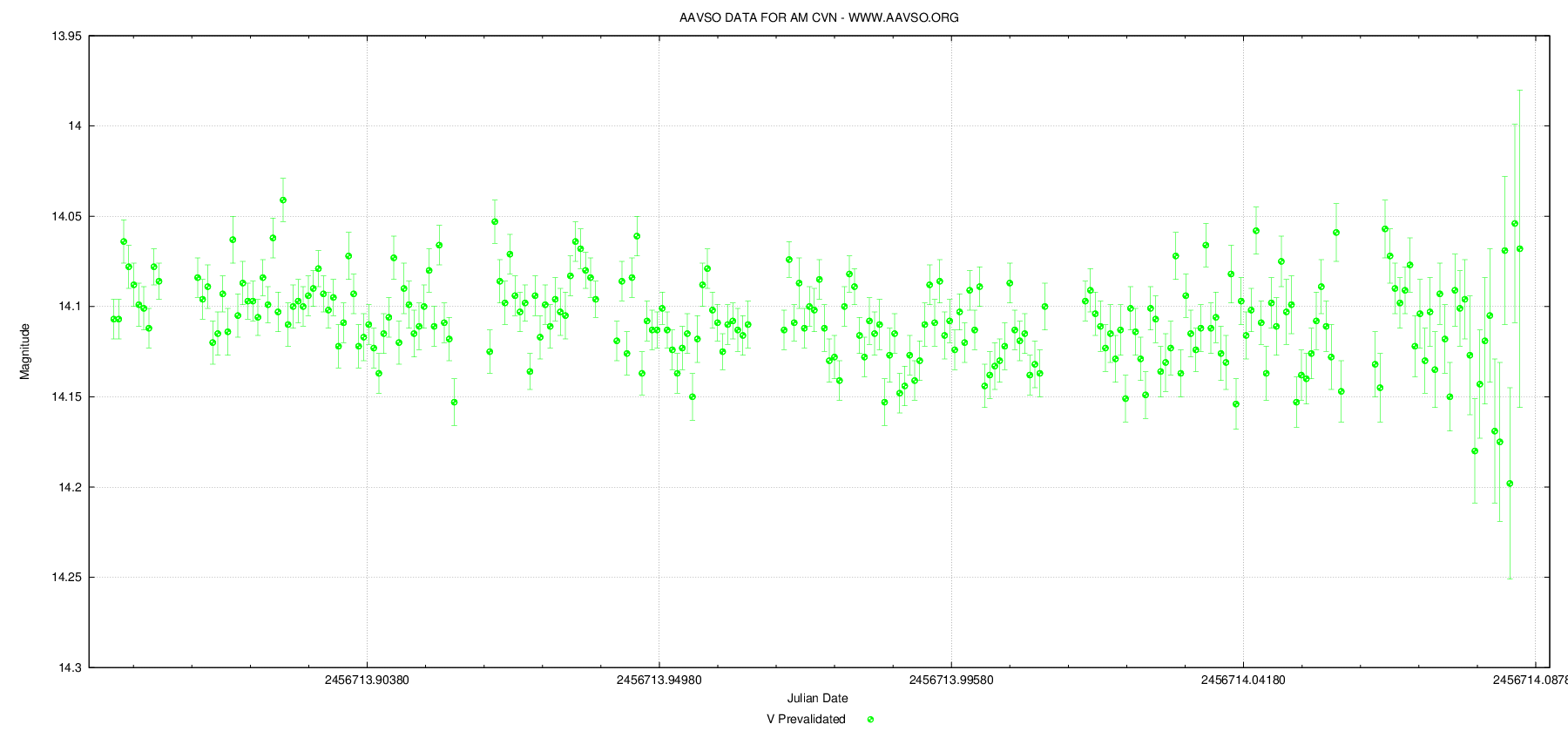
Scheinbare Helligkeit (V-Band) von AM Canum Venaticorum während einer 330 Minuten Periode